# 王焕勋
王焕勋（1907年—1994年），男，直隶（今河北）定兴人，中国教育学家，曾任北京师范大学教授、博士生导师。